# Рокуроній
Рокуронію бромід (англ. Rocuronium bromide, лат. Rocuronii bromidum) — синтетичний препарат, який відноситься до четвертинних амонієвих сполук, та є представником класу недеполяризуючих міорелаксантів, та має курареподібну дію. Рокуроній застосовується у клінічній практиці з 1994 року.

## Фармакологічні властивості
Рокуроній — синтетичний препарат, що є четвертинною амонієвою сполукою, та відноситься до класу міорелаксантів. Механізм дії препарату полягає у блокуванні нікотинових холінорецепторів кінцевої пластинки рухового нерва скелетних м'язів, унаслідок чого стимулюється релаксація м'язів, зокрема під час хірургічних операцій, що полегшує проведення інтубації трахеї. За механізмом дії рокуроній є недеполяризуючим міорелаксантом, та має швидкий початок дії та середню тривалість дії. Препарат застосовується в комплексі з пропофолом або фентанілом з тіопенталом натрію для проведення наркозу, а саме для полегшення проведення інтубації трахеї. Антагоністами рокуронію є інгібітори холінестерази, зокрема неостигмін, ендорфоній і піридостигмін, а також сугамадекс.

### Фармакокінетика
Рокуроній після внутрішньовенного введення швидко всмоктується, дія препарату розпочинається приблизно через 1 хвилину після введення, та триває протягом години. Рокуроній метаболізується у печінці, виводиться препарат із організму як із сечею, так і з фекаліями. Середній період напіввиведення рокуронію складає 21,5 години, цей час незначно зростає у хворих з порушеннями функції нирок.

## Показання до застосування
Рокуроній застосовується для релаксація м'язів під час хірургічних операцій, що полегшує проведення інтубації трахеї, та для індукції наркозу в дорослих і дітей, а також у дорослих як додатковий засіб для проведення штучної вентиляції легень.

## Побічна дія
Найчастішими побічними реакціями рокуронію є біль або реакція в місці ін'єкції, уповільнене відновлення після наркозу та зміна показників життєдіяльності організму, а також збільшення часу тривалості нейром'язової блокади. Найважчими побічними реакціями препарату є алергічні та анафілактоїдні реакції. Іншими побічними реакціями рокуронію є тахікардія, артеріальна гіпотензія, колапс або шок, гіперемія та набряк обличчя, бронхоспазм, м'язова слабкість, параліч, рідко — апное, дихальна недостатність.

## Протипокази
Рокуроній протипоказаний при підвищеній чутливості до препарату, бромідів, або інших складових препарату.

## Форми випуску
Рокуроній випускається у вигляді розчину для ін'єкцій по 10 мг/мл у флаконах по 5 і 10 мл.